# Den osynlige mannens återkomst
Den osynlige mannens återkomst är en amerikansk thriller från 1940 i regi av  Joe May. Det är en uppföljare till James Whales film Den osynlige mannen från 1933 baserad på H.G. Wells roman Den osynlige mannen.

## Rollista i urval
- Cedric Hardwicke - Richard Cobb
- Vincent Price - Geoffrey Radcliffe
- Nan Grey - Helen Manson
- John Sutton - Doktor Frank Griffin
- Cecil Kellaway - Kommissarie Sampson på Scotland Yard
- Alan Napier - Willie Spears
- Forrester Harvey - Ben Jenkins